# Municipio de Russell (condado de Camden)
El municipio de Russell (en inglés: Russell Township) es un municipio ubicado en el condado de Camden en el estado estadounidense de Misuri. En el año 2010 tenía una población de 4161 habitantes y una densidad poblacional de 10,55 personas por km².

## Geografía
El municipio de Russell se encuentra ubicado en las coordenadas 37°58′57″N 92°57′8″O / 37.98250, -92.95222. Según la Oficina del Censo de los Estados Unidos, el municipio tiene una superficie total de 394.45 km², de la cual 386,22 km² corresponden a tierra firme y (2,09 %) 8,23 km² es agua.

## Demografía
Según el censo de 2010, había 4161 personas residiendo en el municipio de Russell. La densidad de población era de 10,55 hab./km². De los 4161 habitantes, el municipio de Russell estaba compuesto por el 96,54 % blancos, el 0,05 % eran afroamericanos, el 0,75 % eran amerindios, el 0,46 % eran asiáticos, el 0,48 % eran de otras razas y el 1,73 % eran de una mezcla de razas. Del total de la población el 1,9 % eran hispanos o latinos de cualquier raza.